# Friedrich Karl von Strombeck

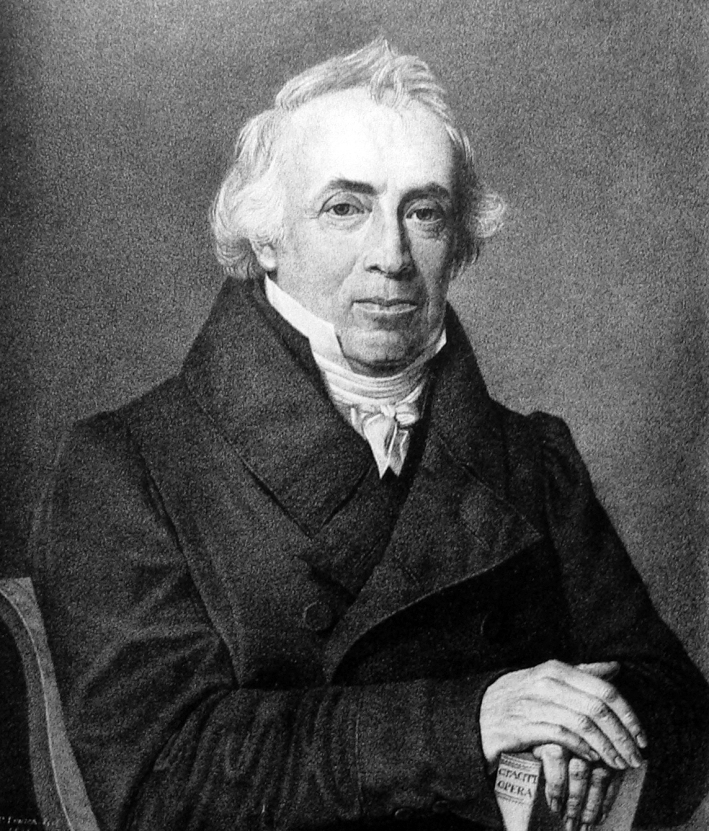
Friedrich Karl von Strombeck

Friedrich Karl von Strombeck, ab 1812 Freiherr von Strombeck (* 16. September 1771 in Braunschweig; † 17. August 1848 in Wolfenbüttel) war ein deutscher Jurist, unter anderem im Königreich Westphalen. Er ist nicht mit seinem Bruder, dem Juristen und Autor Friedrich Heinrich von Strombeck (1773–1832) zu verwechseln.

## Leben
Er war Angehöriger der Familie von Strombeck.
Während des Schulbesuches in Braunschweig wurde er von Karl Christian Gärtner beeinflusst. Ab 1789 studierte er Rechtswissenschaften an der Universität Helmstedt und wohnte in jener Zeit bei Paul Jakob Bruns. Nach den Studentenunruhen an der Universität Helmstedt im Winter 1790/1791 verließ er Helmstedt und besuchte ab 1791 die Universität Göttingen, wo er Georg Ludwig Böhmer, Johann Stephan Pütter, Justus Claproth, Justus Friedrich Runde und Gottfried August Bürger hörte. Ein gutes Verhältnis hatte er zu Christian Gottlob Heyne.
Im Jahr 1793 ging er nach einer Italienreise zurück nach Braunschweig, erlernte die italienische Sprache und übersetzte Ars amatoria und Remedia amoris von Ovid. Daraufhin machte ihn Herzog Karl Wilhelm Ferdinand von Braunschweig-Wolfenbüttel zum Assessor am Hofgericht in Wolfenbüttel, wohin er 1797 zog. Dort übersetzte er die Elegien des Tibull.
Auf Vorschlag des Herzogs wurde er 1799 zum Hof- und Abteirat am Stift Gandersheim ernannt. Zu jener Zeit war Auguste Dorothea von Braunschweig-Wolfenbüttel dort Äbtissin, die ihn und seine Arbeit schätzte. Als der Herzog und die Fürstenfamilie nach der Schlacht bei Jena und Auerstedt das Fürstentum Braunschweig-Wolfenbüttel verließen, begleitete er die Äbtissin nach Rostock, Lübeck und Ottensen. In Verhandlungen mit Napoleon Bonaparte erreichte er, dass der Äbtissin die Einkünfte blieben und sie in Gandersheim wohnen bleiben konnte.
Strombeck befasste sich in der Folgezeit mit dem Justizwesen im Königreich Westphalen und wurde zu einem engen Freund des französischen Schriftstellers Stendhal (1783–1842), der in den Jahren 1806 bis 1808 als Verwaltungsbeamter in Braunschweig wirkte und Strombeck mehrmals in Tagebuchaufzeichnungen erwähnte.
Strombeck wurde 1808 von Joseph Jérôme Siméon zum Präsidenten des Gerichts im Distrikt Einbeck berufen. Als die Äbtissin im Jahr 1810 starb, erhielt er durch ihr Testament eine Pension. Im Jahr 1810 wurde Strombeck Präsident am Appellationshof Celle. Er war Mitglied der Reichsstände des Königreichs Westphalen und bekam den Orden der Westphälischen Krone. 1812 wurde er Freiherr, im gleichen Jahr auch Mitglied der Akademie der Wissenschaften zu Göttingen und Staatsrat in Kassel.
Der Aufenthalt in Kassel wurde ihm jedoch untersagt und er ging daraufhin nach Wolfenbüttel, wo er Tacitus und Sallust übersetzte. Pauline zur Lippe ernannte ihn 1816 zum geheimen Justizrat am Oberappellationsgericht Wolfenbüttel. Nach weiteren Stellungen, u. a. in der Steuerverwaltung, wurde er 1835 pensioniert. Danach blieb er weiterhin literarisch aktiv und betrieb naturwissenschaftliche, juristische und geschichtliche Studien.
Er befasste sich auch mit Geologie, veröffentlichte darüber und übersetzte zum Beispiel 1819 das Lehrbuch der Geologie von Scipione Breislak ins Deutsche. Sein Neffe August von Strombeck war Geologe.

## Familie
1799 heiratete er Amalie von Bülow (* 18. Juli 1778; † 25. Dezember 1860), Tochter von Franz von Bülow, auf Beienrode und Rhode, und dessen Ehefrau Lisette von Veltheim. Das Paar hatte sieben Kinder, von denen drei überlebten, darunter:
- Friedrich (* 15. August 1803) ⚭ Wilhelmine von Schrader (* 2. Juni 1807; † 22. Oktober 1865)[5]
- Hermann (* 24. Oktober 1806; † 8. August 1846), Regierungsrat ⚭ Leopoldine Apel (* 5. Oktober 1812; † 2. November 1839)
- Eggeling (* 22. April 1815), preußischer Rittmeister a. D.[6]

## Schriften (Auswahl)
- Des Cajus Cornelius Tacitus Jahrbücher. (Übersetzt durch Friedrich Karl von Strombeck) 2 Bände, Braunschweig 1816, OCLC 257577553 und OCLC 257578015.
- Feier des Gedächtnisses der vormahligen Hochschule Julia Carolina zu Helmstedt, veranstaltet im Monate Mai des Jahres 1822. Helmstedt 1822. books.google
- Henning Brabant, Bürgerhauptmann der Stadt Braunschweig, und seine Zeitgenossen. Ein Beytrag zur Geschichte des deutschen Stadt- und Justizwesens im Anfange des siebenzehnten Jahrhunderts. F. A. Helm, Braunschweig, Halberstadt 1829, OCLC 79341191. books.google
- Beiträge zur Geschichte des braunschweigischen Landtages im Jahre 1831. Vieweg, Braunschweig 1832, OCLC 10074457.
- Darstellungen aus meinem Leben und aus meiner Zeit. Vieweg, Braunschweig 1833, OCLC 6351698. 1. Teil, 2. Teil,
- Darstellungen aus einer Reise durch Deutschland und Italien im Jahre 1835. 1. Teil, 2. Teil
- Darstellungen aus einer Reise durch Deutschland und Holland im Jahre 1837. Vieweg, Braunschweig 1838, OCLC 65036084. Digitalisat
- Darstellungen aus einer Reise von Niedersachsen nach Wien im Sommer des Jahres 1838. Vieweg, Braunschweig 1839, OCLC 38709663. Digitalisat
- Darstellungen aus einer Reise durch Schweden und Dänemark im Sommer des Jahres 1839. Vieweg, Braunschweig 1840, OCLC 48481508. Digitalisat